# سكيم (فلم)
سكيم (بالإنجليزية: Skeem) هو فيلم جنوب أفريقي من كتابة وإخراج تيموثي غريني. تم عرضه لأول مرة في 16 أكتوبر 2011 في مهرجان أبوظبي السينمائي، حيث فاز بجائزة اختيار الجمهور،  وعُرض في المسارح المحلية في جنوب إفريقيا في وقت لاحق من الشهر نفسه.
في الفيلم، صرح غريني أنه يريد أن يصنع فيلمًا يمكن أن يشاهده مواطنو جنوب إفريقيا ويفخرون به. 

## القصة
يحكي الفيلم قصة صديقين يكتشفان نقودًا من الورق المقوى بمليون دولار بعد تعطل سيارتهما. يُقرّرون البقاء في منتجع قريب، حيث يكتشف الموظفون والضيوف الآخرون بسرعة أن الصديقين لديهما مبلغ كبير من المال، مما يجعل الجميع يضعون خططًا لسرقة الأموال.

## الممثلون
- وانديل موليباتسي
- كيرت شونراد
- ليلاني برينسن
- جرانت سوانبي
- ميشيل سكوت
- رابولانا سيفيمو

## جون وجون
في عام 2017، تواصل صحفيون غانيون مع غريني للتحقق من ادعاء صانع الأفلام الغاني كوفي أسامواه بأنه حصل على إذن لتكييف الفيلم. كان فيلمه جون وجون لعام 2017 عبارة عن طبعة جديدة وغير مصرح بها من الفيلم سكيم، ولم يتم منح الإذن.   لم يتم اتخاذ أي إجراء قانوني، حيث أبلغه محامو غريني أن تكلفة متابعة قضية ملكية فكرية ضد أسامواه ليست جديرة بالاهتمام. ادعى أسامواه علنًا أنه حصل على إذن لتكييف الفيلم. على الرغم من أنه وافق في السر على شراء حقوق طبعة جديدة، لكنه لم يتابعها.

## جوائز
- جائزة اختيار الجمهور في مهرجان أبو ظبي السينمائي (2011) [10]

## روابط خارجية
- مقالات تستعمل روابط فنية بلا صلة مع ويكي بيانات